# Arrondissement de Lunebourg
Pour l'ancien arrondissement français, voir Arrondissement de Lunebourg (Bouches-de-l'Elbe).
L'arrondissement de Lunebourg est un arrondissement  ("Landkreis" en allemand) de Basse-Saxe  (Allemagne).
Son chef-lieu est Lunebourg.

## Villes, communes et communautés d'administration
(nombre d'habitants en 2006)
| Einheitsgemeinden - 1. Adendorf (10 840) - 2. Amt Neuhaus (5 204) - 3. Bleckede, ville (9 728) - 4. Lunebourg, ville autonome (74 494) |

Samtgemeinden avec leurs communes membres
Siège de la Samtgemeinde *
| - 1. Samtgemeinde Amelinghausen (8 185) 1. Amelinghausen * (4 011) 2. Betzendorf (1 123) 3. Oldendorf (Luhe) (1 009) 4. Rehlingen (751) 5. Soderstorf (1 488) - 2. Samtgemeinde Bardowick (16 337) 1. Bardowick, Flecken * (6 140) 2. Barum (1 844) 3. Handorf (2 045) 4. Mechtersen (656) 5. Radbruch (1 864) 6. Vögelsen (2 344) 7. Wittorf (1 444) | - 3. Samtgemeinde Dahlenburg (6 402) 1. Boitze (416) 2. Dahlem (527) 3. Dahlenburg, Flecken * (3 449) 4. Nahrendorf (1 355) 5. Tosterglope (655) - 4. Samtgemeinde Gellersen (12 434) 1. Kirchgellersen (2 094) 2. Reppenstedt * (7 009) 3. Südergellersen (1 610) 4. Westergellersen (1 721) - 5. Samtgemeinde Ilmenau (10 498) 1. Barnstedt (797) 2. Deutsch Evern (3 683) 3. Embsen (2 693) 4. Melbeck * (3 325) | - 6. Samtgemeinde Ostheide (10 304) 1. Barendorf * (2 344) 2. Neetze (2 620) 3. Reinstorf (1 335) 4. Thomasburg (1 311) 5. Vastorf (936) 6. Wendisch Evern (1 758) - 7. Samtgemeinde Scharnebeck (14 879) 1. Artlenburg, Flecken (1 619) 2. Brietlingen (3 240) 3. Echem (1 021) 4. Hittbergen (859) 5. Hohnstorf (Elbe) (2 536) 6. Lüdersburg (642) 7. Rullstorf (1 779) 8. Scharnebeck * (3 183) |

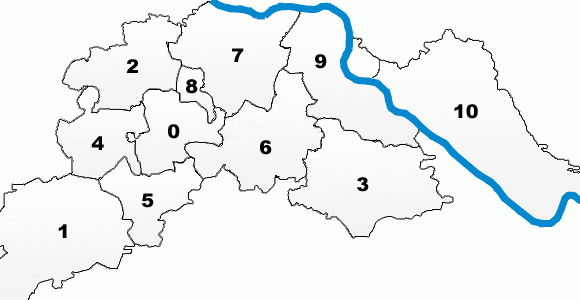
0 = Stadt Lüneburg
1 = Samtgemeinde Amelinghausen
2 = Samtgemeinde Bardowick
3 = Samtgemeinde Dahlenburg
4 = Samtgemeinde Gellersen
5 = Samtgemeinde Ilmenau
6 = Samtgemeinde Ostheide
7 = Samtgemeinde Scharnebeck
8 = Adendorf
9 = Bleckede
10 = Gemeinde Amt Neuhaus

## Administrateurs de l'arrondissement
- 1885–1895 Julius Rasch (de)
- 1895–1917 Konrad Engelhardt (de)
- 1917–1945 Wilhelm Albrecht (de)
- 1945–1946 Ludwig Eicke
- 1946–1948 Wilhelm Martens
- 1948–1952 Friedrich Buhlert
- 1952–1953 Wilhelm Martens
- 1953–1974 Hermann Hahn (de) (Parti allemand, à partir de 1962 CDU)
- 1974–1991 Wilhelm Martens (de) (CDU)
- 1991–1996 Wolfgang Schurreit (de) (SPD)
- 1996–2006 Franz Fietz (de) (CDU)[2]
- 2006–2019 Manfred Nahrstedt (de) (SPD)
- à partir du 1er novembre 2019 Jens Böther (de) (CDU)